# 碳酸甲酯肉桂酯
碳酸甲酯肉桂酯是一种有机化合物，化学式为C11H12O3。

## 合成与反应
碳酸甲酯肉桂酯可由肉桂醇、三乙胺和1-甲氧羰基-1H-苯并三唑-3-氧化物（或氯甲酸甲酯）在4-二甲氨基吡啶催化下于吡啶或二氯甲烷中反应得到。
它和4-氯苯硼酸在碳酸钾存在下、钯催化下反应，可以得到4-肉桂基氯苯。